# Вінчестер (Нью-Гемпшир)
Вінчестер (англ. Winchester) — місто (англ. town) в США, в окрузі Чешир штату Нью-Гемпшир. Населення — 4150 осіб (2020).

## Демографія
Згідно з переписом 2010 року, у місті мешкала 4341 особа в 1689 домогосподарствах у складі 1129 родин. Було 1932 помешкання
Расовий склад населення:
| - 96,1 % — білих - 0,6 % — азіатів - 0,5 % — корінних американців - 0,5 % — чорних або афроамериканців |

До двох чи більше рас належало 1,8 %. Частка іспаномовних становила 1,8 % від усіх жителів.
За віковим діапазоном населення розподілялося таким чином: 22,9 % — особи молодші 18 років, 62,4 % — особи у віці 18—64 років, 14,7 % — особи у віці 65 років та старші. Медіана віку мешканця становила 41,1 року. На 100 осіб жіночої статі у місті припадало 98,0 чоловіків;  на 100 жінок у віці від 18 років та старших — 93,9 чоловіків також старших 18 років.
Середній дохід на одне домашнє господарство  становив 56 175 доларів США (медіана — 49 578), а середній дохід на одну сім'ю — 63 929 доларів (медіана — 59 940). Медіана доходів становила 38 449 доларів для чоловіків та 37 063 долари для жінок. За межею бідності перебувало 8,1 % осіб, у тому числі 5,6 % дітей у віці до 18 років та 4,9 % осіб у віці 65 років та старших.
Цивільне працевлаштоване населення становило 2049 осіб. Основні галузі зайнятості: освіта, охорона здоров'я та соціальна допомога — 26,3 %, виробництво — 15,9 %, роздрібна торгівля — 10,5 %, будівництво — 10,2 %.